# Dorfbach (Limmat, Spreitenbach)
Der Dorfbach (im Oberlauf Tobelacherbach genannt) ist ein rund sechs Kilometer langer linker Zufluss der Limmat in den Gemeinden Bellikon, Remetschwil und Spreitenbach im Schweizer Kanton Aargau. Er entwässert ein rund 5,3 Quadratkilometer grosses Gebiet am Osthang des Heitersbergs. 

## Geographie

### Verlauf
Tobelacherbach

Der Bach entspringt als Tobelacherbach in einem Waldgebiet auf dem Gemeindegebiet von Bellikon oberhalb der Weiler Hausen und Sennhof wenig westlich des Egelsees und Heitersberggrats auf 714 m ü. M..
Anfangs fliesst er meist in nordöstliche Richtung und durchfliesst nur wenig später im äussersten Teil der Gemeinde Remetschwil einen Waldsaum, welcher von Feldern begrenzt wird. Er tritt wieder in Waldgebiet ein und bildet nun ein kleines Tobel. Hier nimmt er von links den Bach Bächlihau und kurz danach von rechts den Bergbach auf, bevor er sich mit dem Bächlihaubach vereinigt und nun Dorfbach genannt wird. 

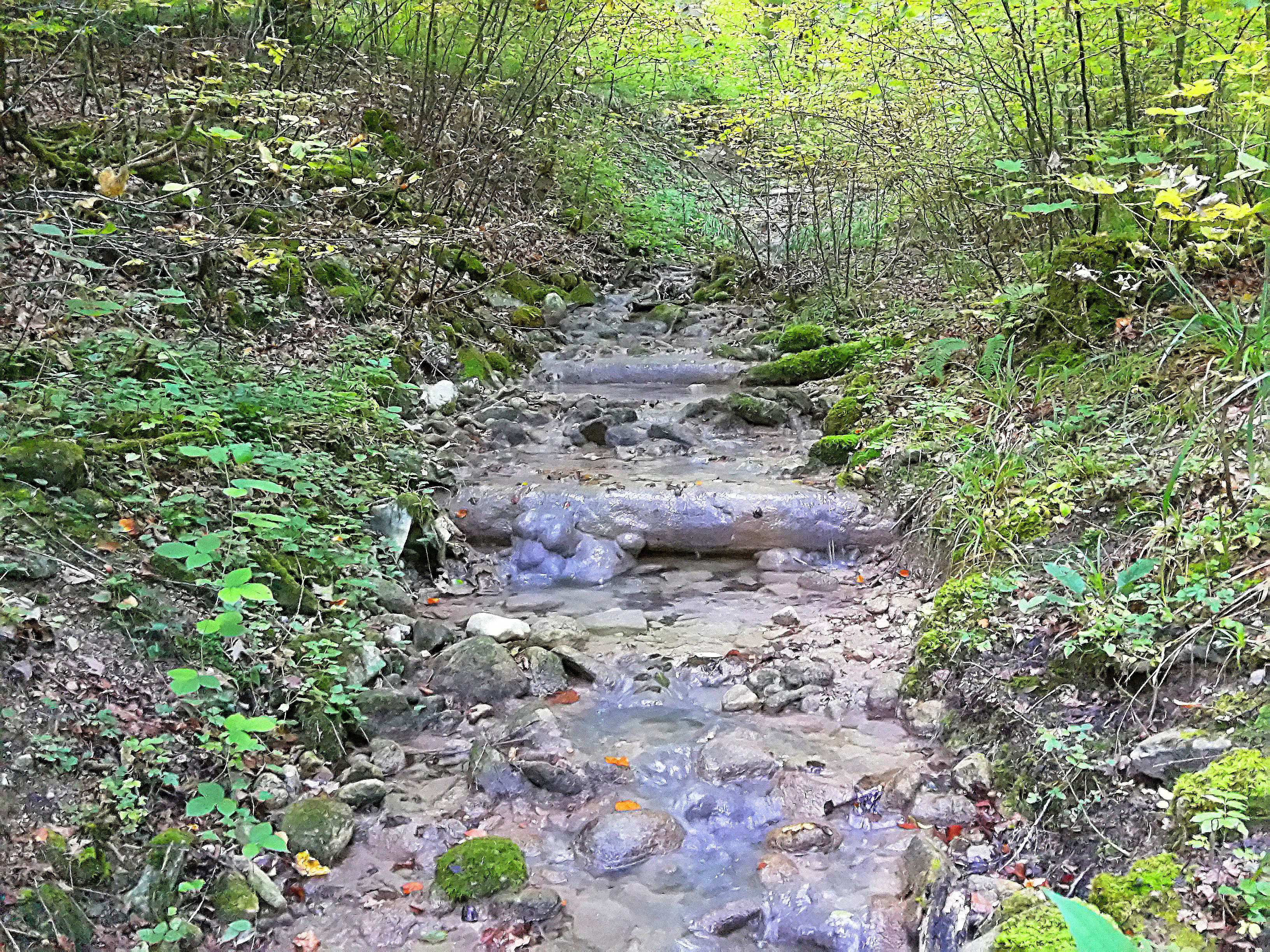
Tobelacherbach kurz vor der Einmündung des Bächlihaubachs
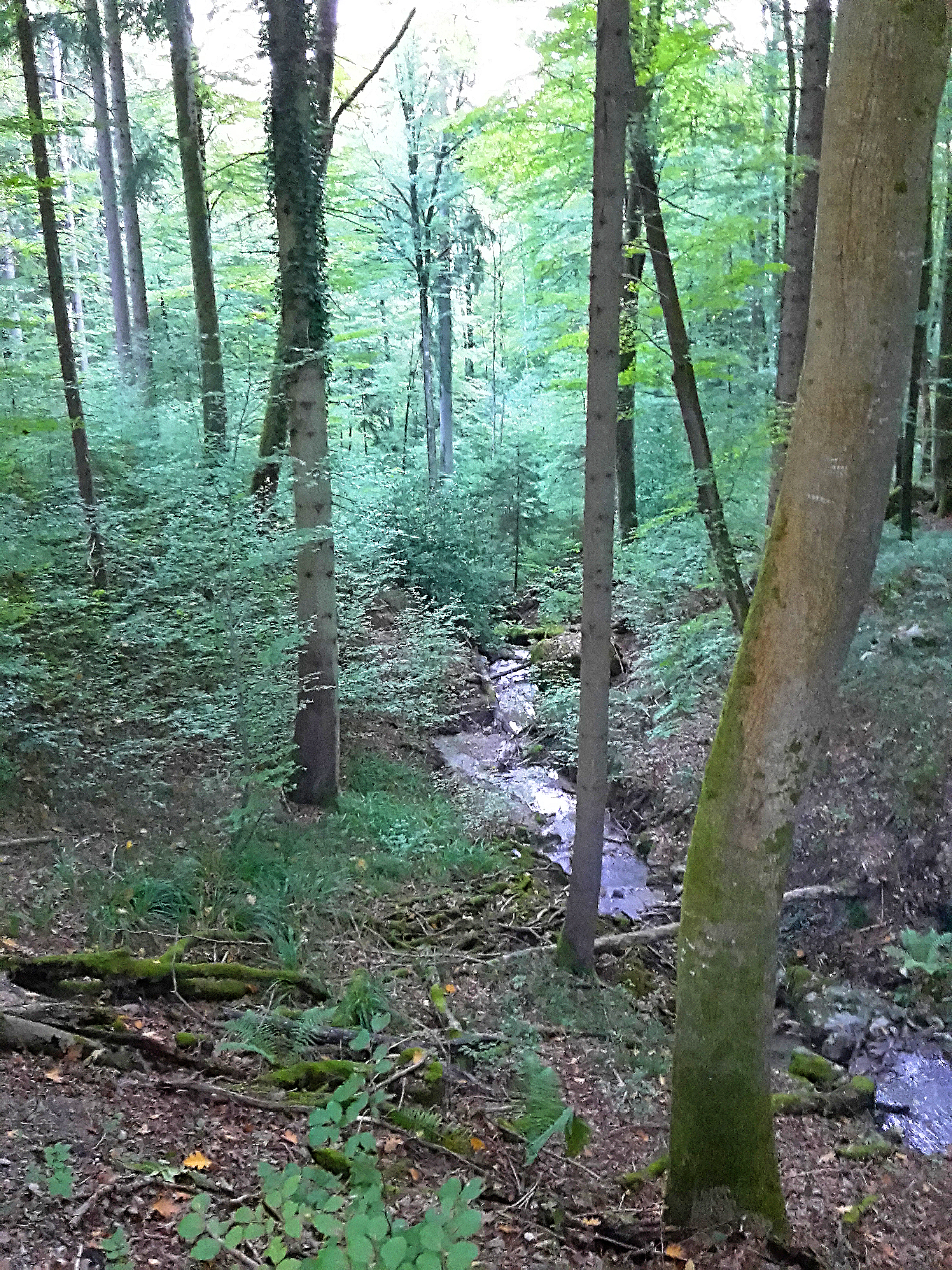
Tobelacherbach vor der Einmündung des Bergbachs

Dorfbach

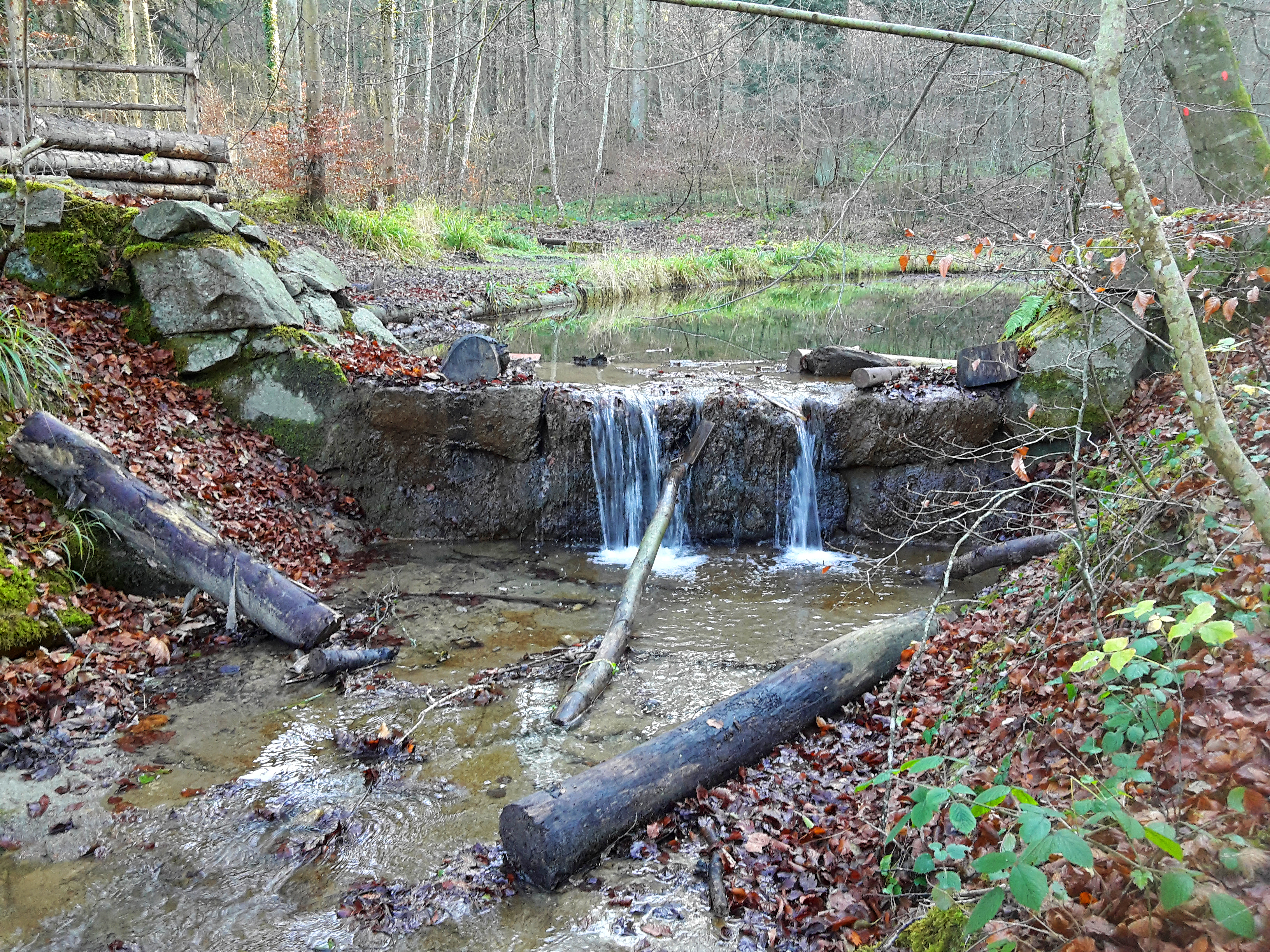
Dorfbach beim Ausfluss eines kleinen Weihers

Der Dorfbach wird jetzt nach der Einmündung des Hältebach zu einem kleinen Weiher gestaut und wenig später, nach der Mündung des Bäremattbachs, wird ein kleiner Teil des Baches zum Müliweiher abgeleitet. 
Er erreicht nun den alten Dorfkern Spreitenbachs, wo er kanalisiert aber meist offen fliesst. Beim Alters- und Pflegeheim wird erneut ein kleiner Teil des Wassers abgeleitet, um den kleinen Entenweiher zu speisen. 
Kurz danach nimmt er von rechts den Wilenbach auf, welcher den Egelsee und den Franzosenweiher entwässert und an der Mündung ein grösseres Einzugsgebiet besitzt. Der Dorfbach verlässt das Siedlungsgebiet und wird wieder von einem Waldsaum begleitet, ehe er kurz den Geleisen des Rangierbahnhof Limmattals folgt und ihn schliesslich unterquert. 
Nur wenig später mündet er gegenüber von Oetwil an der Limmat auf 380 m ü. M. von links in die Limmat.
Sein etwa 5,6 km langer Lauf endet circa 334 Höhenmeter unterhalb seiner Quelle, er hat somit ein mittleres Sohlgefälle von ungefähr 60 ‰.

### Einzugsgebiet
Das 5,29 km² grosse Einzugsgebiet des Dorfbachs liegt im Schweizer Mittelland und wird über die Limmat, die Aare und des Rhein zur Nordsee entwässert.
Es grenzt 
- im Osten an das der Reppisch, die in die Limmat mündet
- im Südosten an das des Reppischzuflusses Dönibach
- im Südwesten an das des Junebachs, der in die Reuss mündet
- im Westen an das des Küntenerbachs, der in die Alte Reuss einem Altarm der Reuss mündet
- und im Norden an die Einzugsgebiete des Dorfbachs Killwangen und des Hinterbergenbachs, beide Zuflüsse der Limmat.

### Zuflüsse

Bergbach nahe seiner Mündung
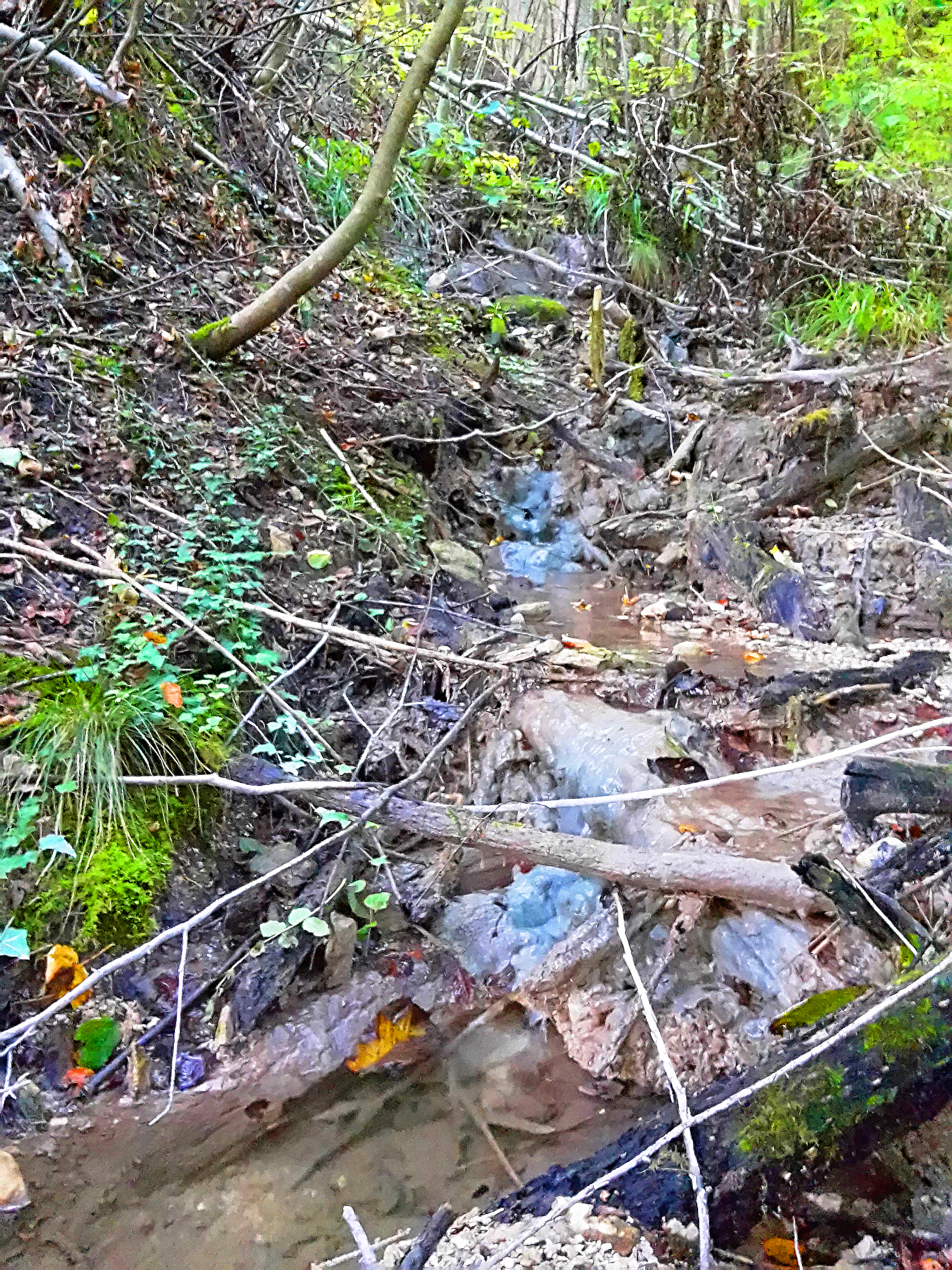
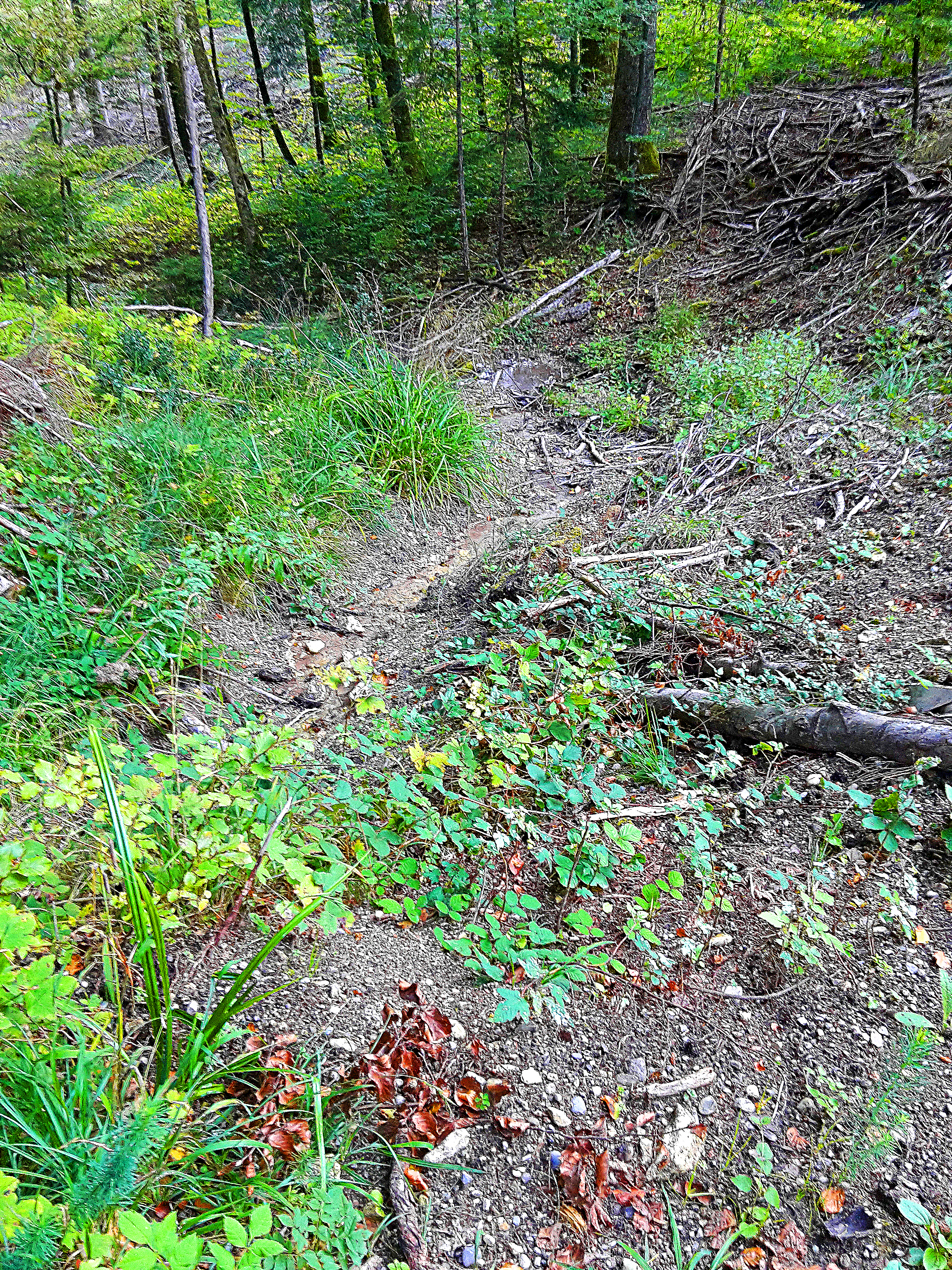

Bächlihaubach und Heitersbergbach
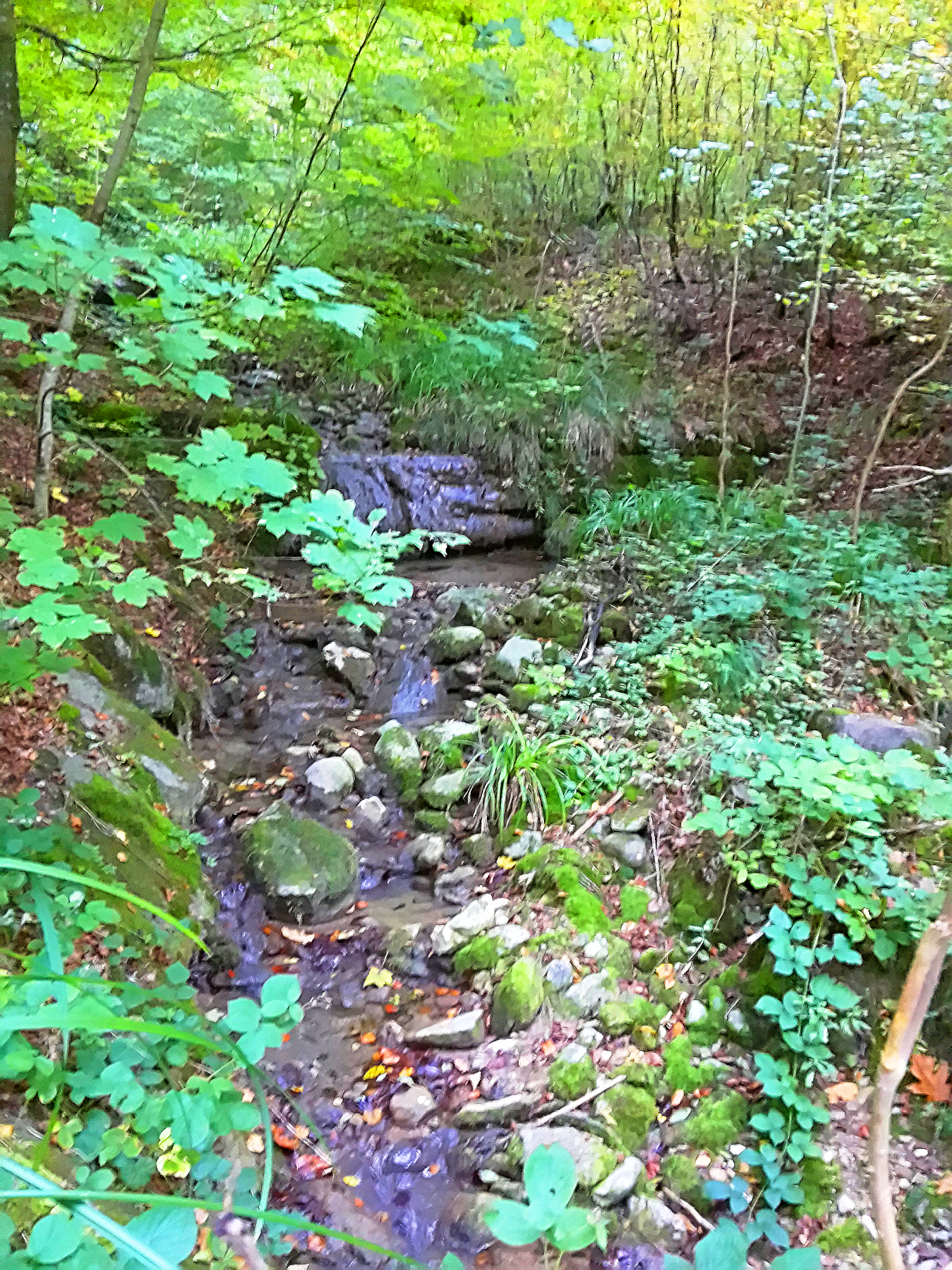
Bächlihaubach vor Mündung des Heitersbergbachs
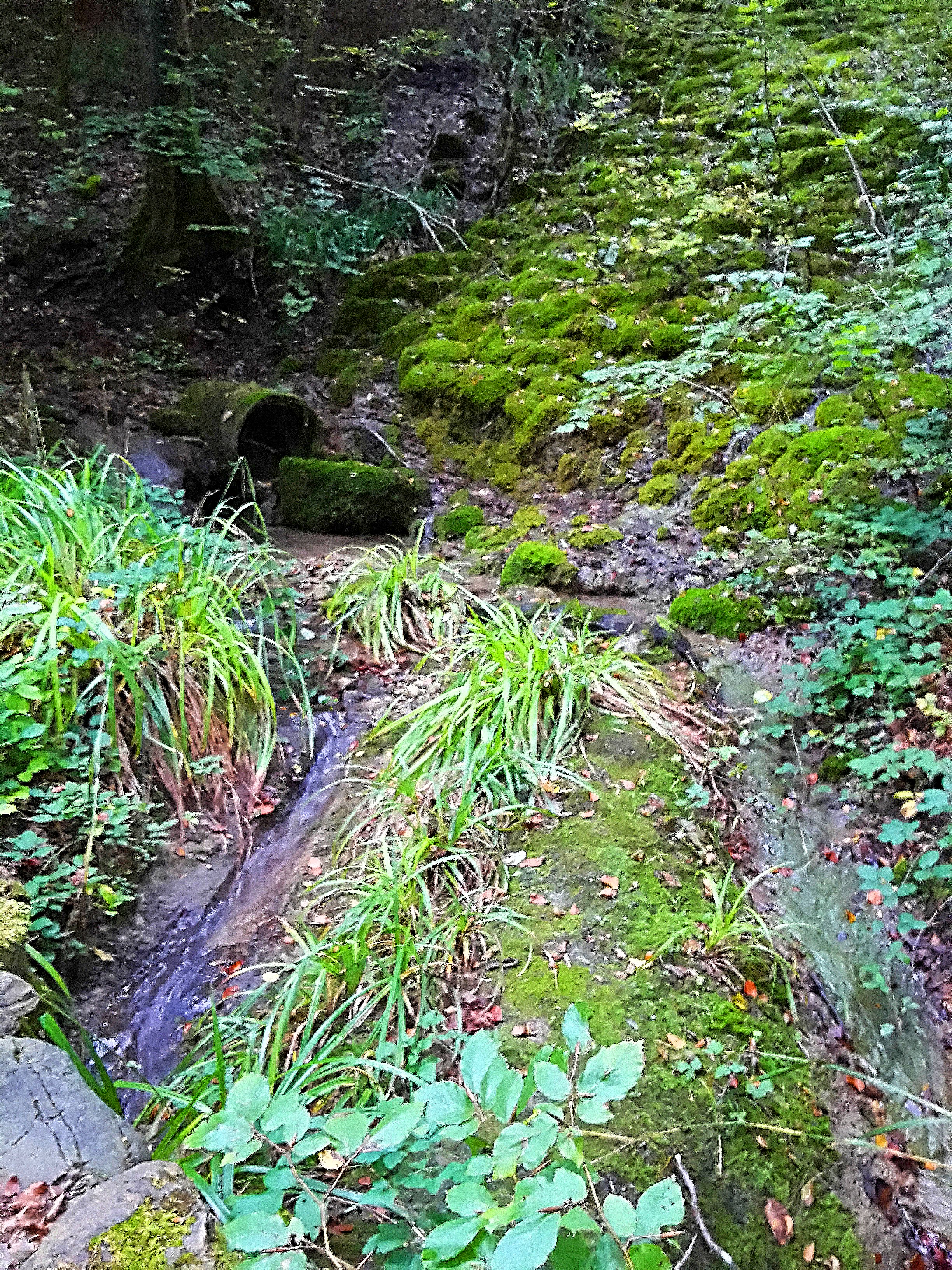
Heitersbergbach kurz vor seiner Mündung

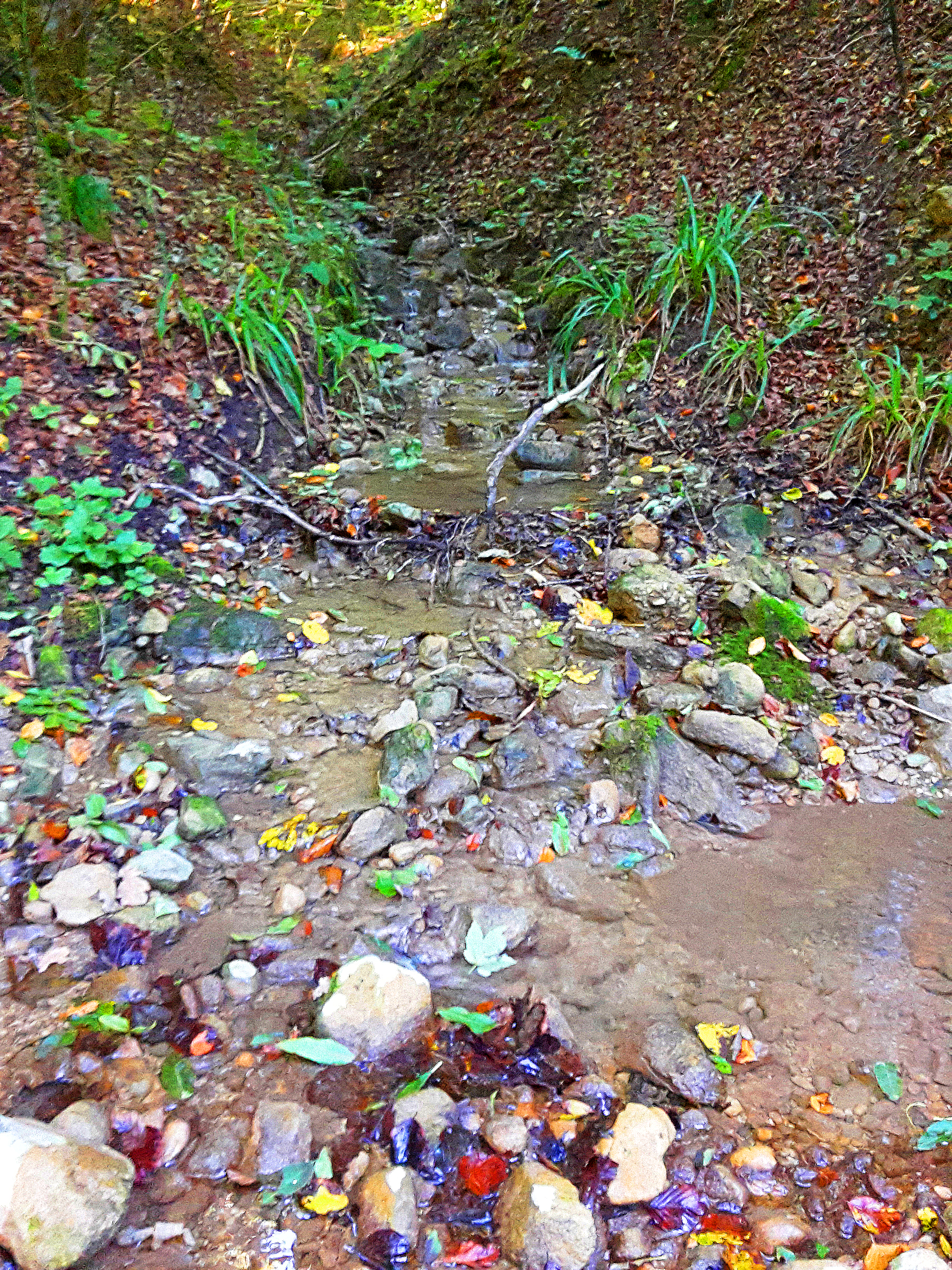
Einmündung des Hältebachs

Direkte und indirekte Zuflüsse des Dorfbachs mit Länge:
Dorfbach-Quelle (714 m ü. M.)
- Moosmatt (rechts), 0,2 km
- Bächlihau (links), 0,1 km
- Bergbach (rechts), 0,5 km
  - Fegibach (rechts), 0,1 km
- Bächlihaubach (links), 1,3 km
  - Buechetobel 1 (links), 0,1 km
  - Buechetobel 2 (links), 0,1 km
  - Heitersbergbach (links), 0,7 km
    - Zelglibach (links), 0,2 km
    - Untere Hälte (links), 0,1 km
- Hältebach (links), 0,5 km
- Bäremattbach (links), 0,4 km
  - Waldhausbach (links), 0,3 km
- Weidgangbach (rechts), 0,2 km
- Wilenbach/Junkholzbach/Dietikerbach (rechts), 2,4 km
  - Kindhauserbach/Dietikerbach (links), 1 km
  - Quellenbach (links), 0,3 km
  - Wilenbach (links), 0,6 km
  - Unterer Junkholzbach (links), 0,4 km
  - Bollenhofbach (links), 0,6 km
  - Wilehaubach (links), 0,5 km
  - Schänzibach (links), 0,4 km
    - Schänzi (links), 0,1 km
    - Grossmattenbach (rechts), 0,5 km
      - Sandfelsbach (links), 0,2 km

  - Chalberrütibach (links), 0,2 km
  - Egelseebach (links), 2,3 km
    - Wälleflüehaubach (links), 0,2 km
    - Furebach (links), 0,2 km
    - Will (rechts), 0,1 km
    - Buebach (links), 0,3 km
    - Loorbehaubach (rechts), 0,5 km

Dorfbach-Mündung (380 m ü. M.)